# Nataliia Mîtriuk
Nataliia Mîtriuk (n. 26 noiembrie 1959, Hust, RSS Ucraineană, URSS) este o handbalistă ce a reprezentat Uniunea Republicilor Sovietice Socialiste, medaliată olimpică. A participat la o ediție a Jocurilor Olimpice (1988) în care a câștigat o medalie de bronz.